# Caso Handel
El Caso Handel, fue el nombre con el que se conoció el escándalo de nepotismo en Colombia en 1943, que involucró al gobierno de Alfonso López Pumarejo, que supuestamente había favorecido las condiciones de mercado para que su hijo, Alfonso López Michelsen, se beneficiara con la venta de acciones de la compañía holandesa Handel, accionista mayoritaria de la cervecera colombiana Bavaria.
El escándalo, aunado a otros casos como el de Mamatoco, derivaron en la renuncia del presidente López Pumarejo en 1944, ante la difícil situación de gobernabilidad en que lo pusieron estos escándalos y un intento de golpe de Estado en 1943. A pesar de sus consecuencias, el escándalo se dio por terminado en un acalorado debate liderado en el Congreso por el ministro de Hacienda de la época, Carlos Lleras Restrepo, defensor del presidente y de su familia.

## Historia

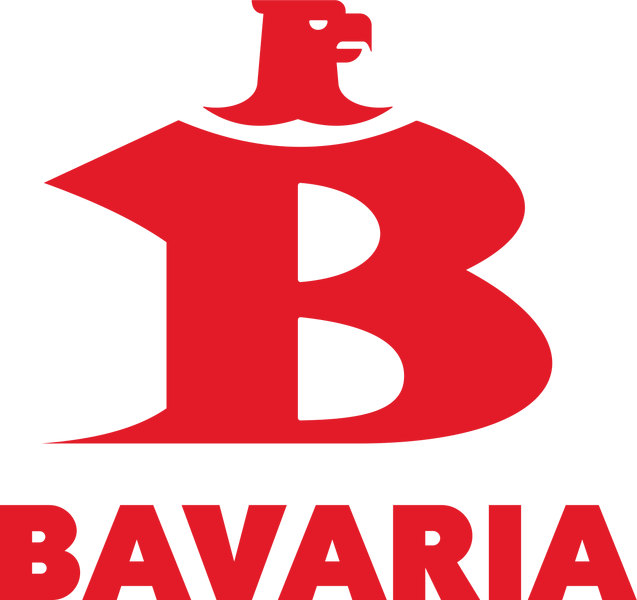
Logo actual de Bavaria, 2020.

El 13 de septiembre de 1943, en medio del escándalo por la muerte en extrañas circunstancias del deportista Mamatoco, ocurrido en julio de 1943, y que recibió una amplia cobertura por parte de la oposición al gobierno del presidente Alfonso López Pumarejo, encabezado por el Partido Conservador y el periódico El Siglo, ambos liderados por Laureano Gómez, se destapó otro escándalo que involucraba al hijo mayor del presidente, el joven abogado Alfonso López Michelsen.
Ese día, el congresista conservador lauranista, Silvio Villegas, acusó a López Michelsen de beneficiarse con la venta de las acciones de la compañía holandesa Handel en Industrie Maatschappij, accionista mayoritaria de la cervecera Bavaria, la empresa de su sector más importante en el país. La compañía sufrió el fideicomiso de sus acciones, tras la invasión de la Alemania Nazi a Países Bajos en 1940, ya que Colombia había declarado la guerra a Países Bajos, por el control militar que ejercía Hitler en el país bajo el gobierno de Eduardo Santos.

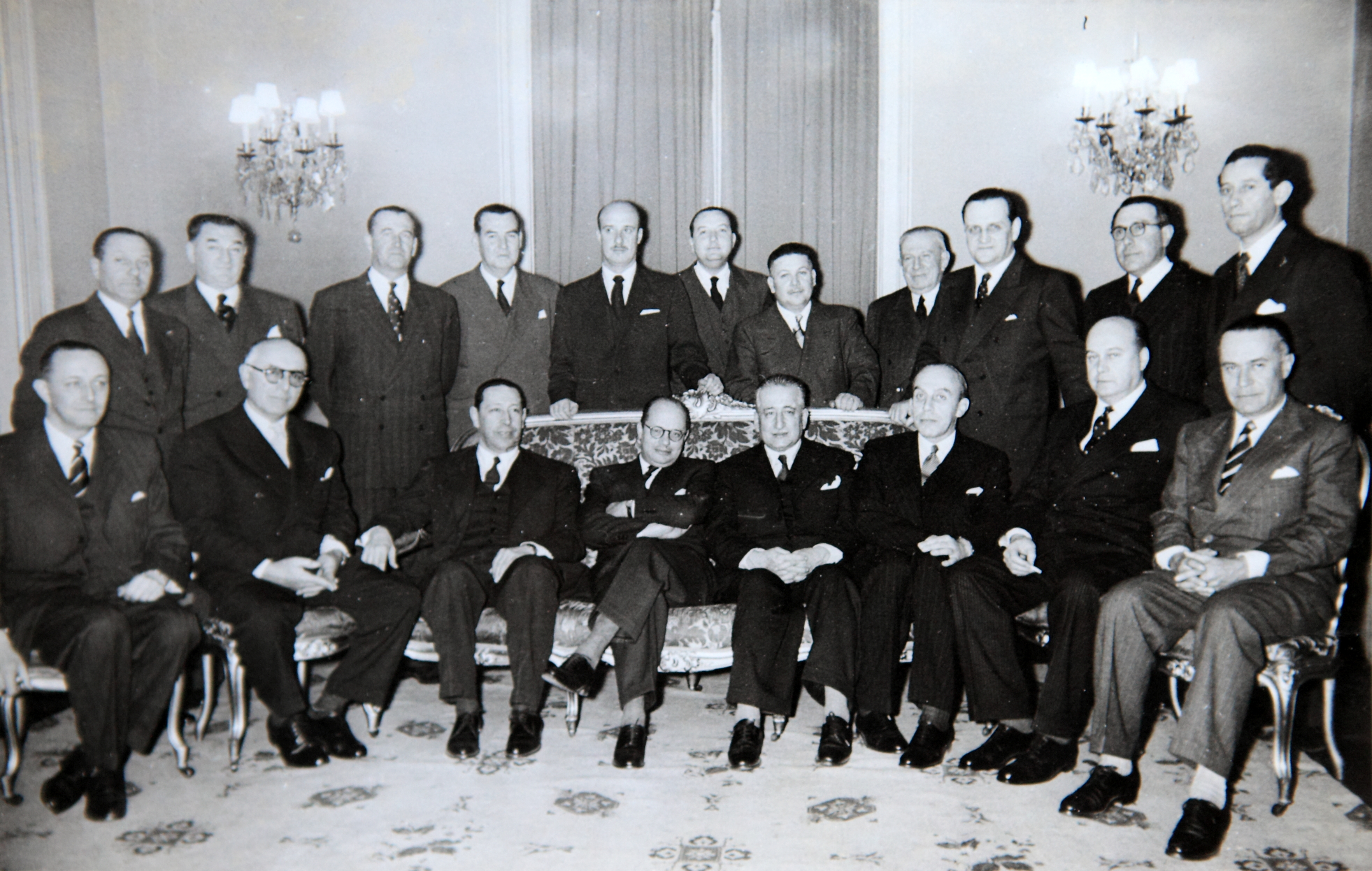
La bancada liberal, con Lleras Restrepo en el centro, años 40.

En respuesta, el presidente López, con los congresistas de la bancada de gobierno, indicó que su hijo era el abogado de los socios de Handel desde 1938, y que tras la congelación de los activos asumió la responsabilidad por la venta de las acciones, en busca de proteger los intereses de los accionistas colombianos de la empresa, y que si bien miembros de su familia, incluyendo a su hijo Alfonso, habían adquirido algunas de esas acciones, lo hacían en condiciones perfectamente legales.
Se supo que a López Pumarejo le habrían ofrecido primero esas acciones el periodista Enrique Caballero Escovar, y su socio, Luis Buendía, bajo la promesa de que al adquirir las acciones entraría a controlar Bavaria, y luego podría vender las acciones a precios más altos.Sin embargo, en octubre de 1943, el escándalo seguía en la palestra pública, y el entonces ministro de Hacienda, Carlos Lleras Restrepo, lideró las explicaciones de la conducta del gobierno en el caso, adoptando una lógica postura en favor del presidente López y de su familia, sepultando el escándalo hasta los años 70.

### El resurgimiento del caso

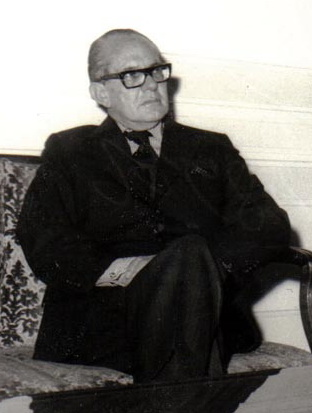
López en 1974.

En 1973, cuando se anunció la campaña presidencial de Alfonso López Michelsen por el liberalismo, el periodista Germán Espinosa publicó el libro Anatomía de un traidor, en el cual culpaba del escándalo Handel a Enrique Caballero, quien era primo de la esposa de López, Cecilia Caballero (por eso el término de traidor). El objetivo del libro era limpiar la imagen de López ante la opinión pública, si el caso llegaba a hacerse público nuevamente, pues los contendores de López lo atacaban con frecuencia citando el caso.
En 1982, con la segunda campaña presidencial de López andando, Espinosa editó el libro bajo el nombre de Caso Handel, punto final. El libro salió como respuesta a las investigaciones del periodista Alfonso Sánchez Mallarino, con las que pretendía darle un espaldarazo a Caballero Escovar. A pesar de la campaña mediática, en esta ocasión López no logró ganar la presidencia, pero sí siguió siendo influyente en el país, hasta su muerte en 2007. Según sus contradictores, López devolvió a Espinosa el favor de sus libros con una embajada en Kenia en 1977, y el apoyo para posicionar su libro La Tejedora de coronas, obra cumbre de Espinosa, que fue publicado, precisamente, en 1982.